# 法の不遡及
法の不遡及（ほうのふそきゅう）とは、法令の効力はその法の施行時以前には遡って適用されないという法体系における理念の一つである。
罪刑法定主義・大陸法に分類される法体系では一般原則として強く支持されているが、コモン・ロー・英米法に分類される法体系では一応存在する程度の理念である。

## 概説
法令は施行と同時にその効力を発揮するが、原則として将来に向かって適用され法令施行後の出来事に限り効力が及ぶのであり、過去の出来事には適用されない。これを法令不遡及の原則という。
人がある行為を行おうとする場合には、その行為時の法令を前提としているのであるから、その行為後の法令によって予期したものとは異なる効果を与えられたのでは法律関係を混乱させ社会生活が不安定なものとなるためである。
以上の法令不遡及の原則は法解釈上の原則であって、立法政策として一切の法令の遡及が認められないわけではない。法令の内容によっては施行日前の過去のある時点に遡って法令を適用する必要がある場合もあるからである。国民に利害関係が直接には及ばない場合や関係者にとって利益になる場合などである。このように法令を過去のある時点に遡って適用することを法令の遡及適用という。
法令の遡及適用は法令不遡及の原則の例外であり、立法上いつでも認められるわけではない。法令の遡及適用は過去の既成事実に新たな法令を適用することとなり、法律関係を変更してしまうことになるから、あくまでも例外的な措置であり遡及適用を認めるには強度の公益性がある場合でなければならない。特に刑罰法規については国民に対して重大な損害を及ぼすことになることから法令の遡及適用は禁じられている（後述の刑罰法規不遡及の原則）。

## 刑罰法規不遡及の原則
刑罰法規不遡及の原則とは、実行時に適法であった行為を、事後に定めた法令によって遡って違法として処罰すること、実行時よりも後に定めた法令によってより厳しい罰に処すことを禁止する原則をいう。事後法の禁止、遡及処罰の禁止ともいう。刑法の自由保障機能（罪刑法定主義）の要請によって認められた原則である。
大陸法においては強く支持される原則であり、フランス人権宣言第8条にその原型があり、ドイツ連邦共和国憲法第103条2項にも規定がある。人権と基本的自由の保護のための条約（欧州人権条約）第7条、市民的及び政治的権利に関する国際規約（自由権規約）15条にも同様の定めがある。
ただしこの原則は刑事被告人の利益のためのものであるため、刑事被告人に有利になる場合はこの限りでない。たとえば行為後に法定刑が軽減された場合、軽い方の刑に処せられる。例として、尊属殺人重罰規定の廃止、犯行時の死刑適用年齢が16歳だったのを18歳へ引き上げ、死刑制度廃止前に死刑になる犯罪を犯した場合などが挙げられる。
「法律なくして刑罰なし」の法諺に象徴される罪刑法定主義思想はローマ法に起源を持つものではなく、1215年のマグナ・カルタに淵源をもち18世紀末の西欧革命期に欧米で確立した法概念である。
現代でもコモン・ローを背景とする英米法思想では比較的寛容であり、例えばアメリカではアメリカ合衆国憲法第1条第9節などで言及はされているが、コモン・ロー上の罪と法の不遡及が矛盾した場合はコモン・ロー上の罪が優先されることがある。国際法においては1953年発行の人権と基本的自由の保護のための条約（欧州人権条約）第7条2項に於いて、犯行当時に文明国の法の一般原則に従って犯罪であった場合は不遡及の例外としての処罰を認めている。また、1976年発効の自由権規約15条2項に於いても不遡及の例外が言及されており国際慣習法（コモンロー）に配慮したものである。

### 日本
日本では1880年の旧刑法（明治13年太政官布告第36号）第2条が罪刑法定主義を明記して以降、一貫して刑罰法規不遡及の原則が採用されており、

第三十九条 前段何人も、実行の時に適法であつた行為又は既に無罪とされた行為については、刑事上の責任を問はれない。
と日本国憲法においても採用されている。
例外として、刑法6条は犯罪後の法律によって刑の変更があった場合、その軽い刑によって処罰するとの規定が設けられている。また、判決前に法改正によって刑が廃止された場合には、免訴の言い渡しがされる（刑事訴訟法第337条第2号）。判決があった後に刑の廃止、変更または大赦があった場合には、それを理由として控訴申し立てができる（刑事訴訟法第383条第2号）。再審事由ともなる（刑事訴訟法第435条）。
2010年の刑事訴訟法改正による、公訴時効の延長や廃止の適用について、改正以前の成犯に対しても公訴時効が成立していないものについては適用されることから日本国憲法第39条に違反する可能性が指摘されていたが、上野市ビジネスホテル従業員強盗殺人事件に関する2015年12月3日の最高裁判決では「時効の廃止は憲法で禁止されているような違法性の評価や責任の重さをさかのぼって変更するものではない」として合法とした。

### 韓国
大韓民国憲法第13条1項においては罪刑法定主義が採用され、第13条2項において遡及立法による財産の剥奪も禁じられている。しかし国民情緒法と俗称される以下の法律が国策で強行され、適用された。罪状は私財の国家への没収、追徴、死刑判決などである。一旦判決を出した後に特赦・恩赦で罪が軽減されることがある。
- 日帝強占下反民族行為真相糾明に関する特別法 - 親日人名辞典の編纂で知られる。
- 親日反民族行為者財産の国家帰属に関する特別法
- 反民族行為処罰法
- 5・18民主化運動等に関する特別法 - 「大統領に限って時効は成立しない」との特別法を制定し、光州事件に関連する前職大統領2人全斗煥、盧泰愚に対し遡及して罪を課した。
- 5・18民主化運動の真相究明のための特別法 - 2018年9月から施行[8]。

### 中国
中国国務院の鄧中華香港マカオ事務弁公室副主任は法の不遡及を明言している。ただし、遡及処罰と考えられるような逮捕は国家政権転覆罪に抵触する類であれば、実施される可能性が高い。

### ドイツ
ドイツ国会議事堂放火事件の後に制定された「絞首刑に関する法律」が挙げられる。

### 戦犯法廷
第二次世界大戦以前においては、国家機関として行為した個人には、刑事免責が認められるとされていた（国家行為の法理）。しかし第二次世界大戦において連合国はニュルンベルク原則を提示したため法の不遡及の論点が生じ、敗戦国の指導者及び協力者達を国際法上の「犯罪者」として責任を問うたため、この処置は法の不遡及に反するという指摘がなされている。一方でドイツ第3軍事裁判所は、立憲国家の成文憲法のもとで妥当している事後法の遡及禁止原則は国際法（ここでは国際慣習法・普遍的な国際法・コモンロー）には適用されないと判示しており、条約や協定など国際的に承認された実体的な規範（モスクワ宣言・ロンドン協定）が法律を超える法として実在しており、仮にその条約をドイツが承認していないとしても殺人や暴行などがドイツ刑法上の犯罪類型に該当する限りにおいて遡及立法の排除原則によっても斥けられないとしている。なおこの点については軍事裁判所は軍律審判であり占領軍が占領地においてハーグ陸戦条約においても認められた軍事行動（強制外交手段）の一環である点については注意が必要である。
- ニュルンベルク裁判（ドイツ）
- 東京裁判（日本）
- アイヒマン裁判（イスラエル）

### 大量虐殺法廷
カンボジア・クメール・ルージュによって犯された虐殺行為の加害者たちを処罰するために2001年に設立されたカンボジア特別法廷について、その起訴事由としてニュルンベルク裁判において概念が示された「人道に対する罪」が参照されたが、これは国際刑事裁判所（ICC）ローマ規程において明記されている国際法上の犯罪概念ではあるものの、犯罪時にICCはまだ設立されていなかったことから、不遡及の原理から審理の担当はICCではなく、国内法廷の特別部として管轄問題を扱い、これに国連からの指導を受ける形を採用することとなった。

## 行政行為に関する法の遡及
行政処分において許可・認可が行われる際の根拠法令は、「申請時」ではなく「処分時」の法令であるとした判断した判例が存在するので、その範囲では法が遡及しうる。すなわち最高裁判所大法廷は1975年4月30日、「行政処分は原則として処分時の法令に準拠してされるべきものであり」、「許可申請時の法令によって許否を決定すべきものではな」いと判断した。判例成立までの経過は次のとおり。
1. 株式会社角吉は薬事法に基づき、広島県に対し薬局開設許可を申請したが、申請翌日（1963年7月12日）に薬事法が改正施行された（昭和38年法律第135条による）。
2. 広島県は改正薬事法に基づく許可条件に関する基準を定める条例の施行を待ち、その翌日、角吉は不許可を決定された。
3. 角吉は改正後の薬事法で処理されるのは不当であると裁判所に訴え、広島県（訟務局、指定代理人貞家克己）はこれに応じた。一審は角吉の訴えを認容したが、二審は一審判決を破棄した。
4. 角吉は二審判決の破棄を求めて最高裁判所に上告し、広島県はこれにつき上告棄却を求めた。
5. 最高裁判所は「（薬局開設の）許可申請につき」、「改正後の薬事法の規定によって処理すべきものとした原審の判断は」、「違法とすべきものではない」とした。一方、改正薬事法の一部の改正は違憲であると判断し、その影響で不許可処分は取消された。すなわち、「薬局の解説等の許可基準の一つとして地域的制限を定めた」薬事法の一部の条項（6条2項・4項、26条2項）は「必要かつ合理的な規制を定めたものということができないから憲法22条1項に違反し無効である」とした。